# Roberlandy Simón Aties

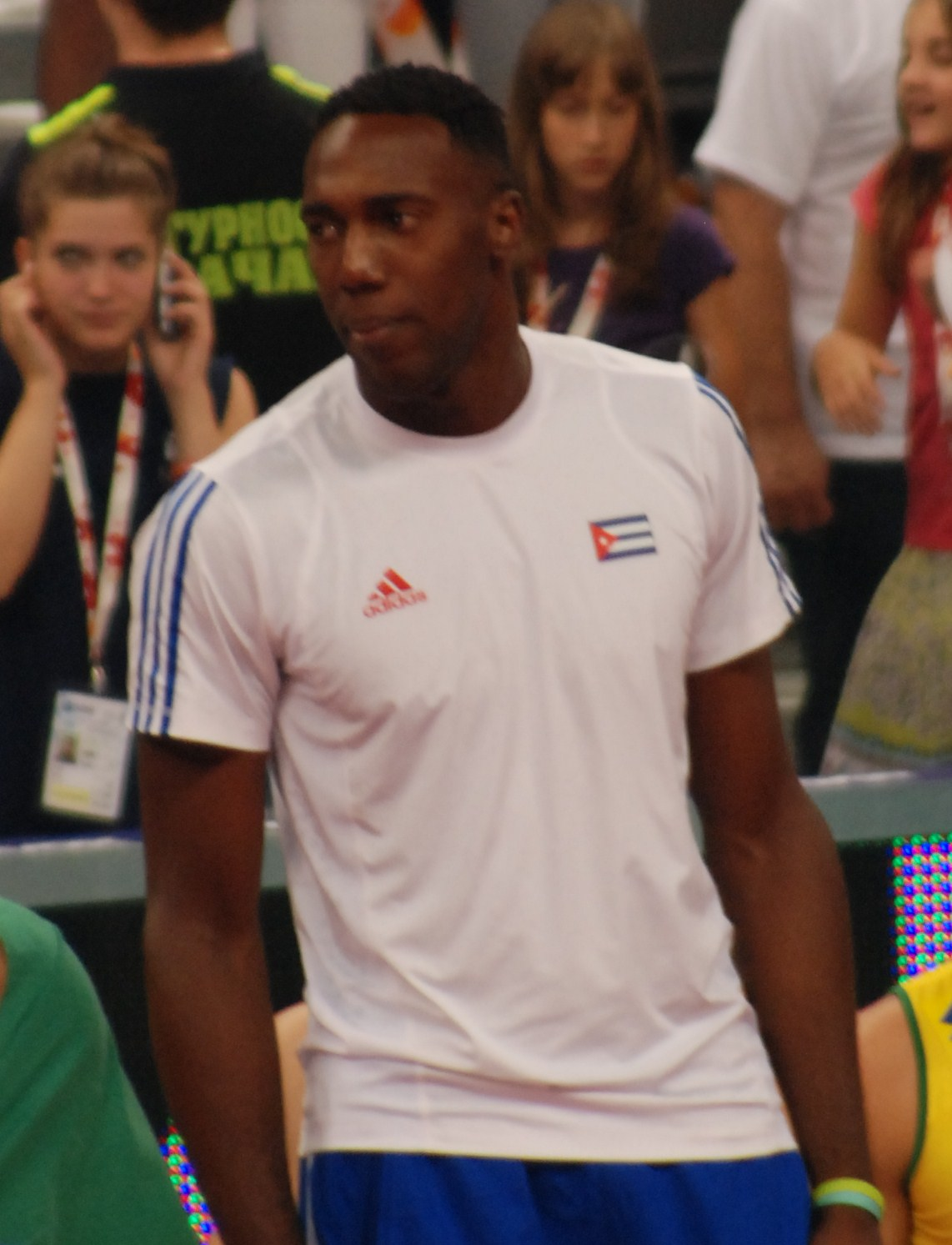
Roberlandy Simón Aties reprezentantem Kuby w 2009 roku

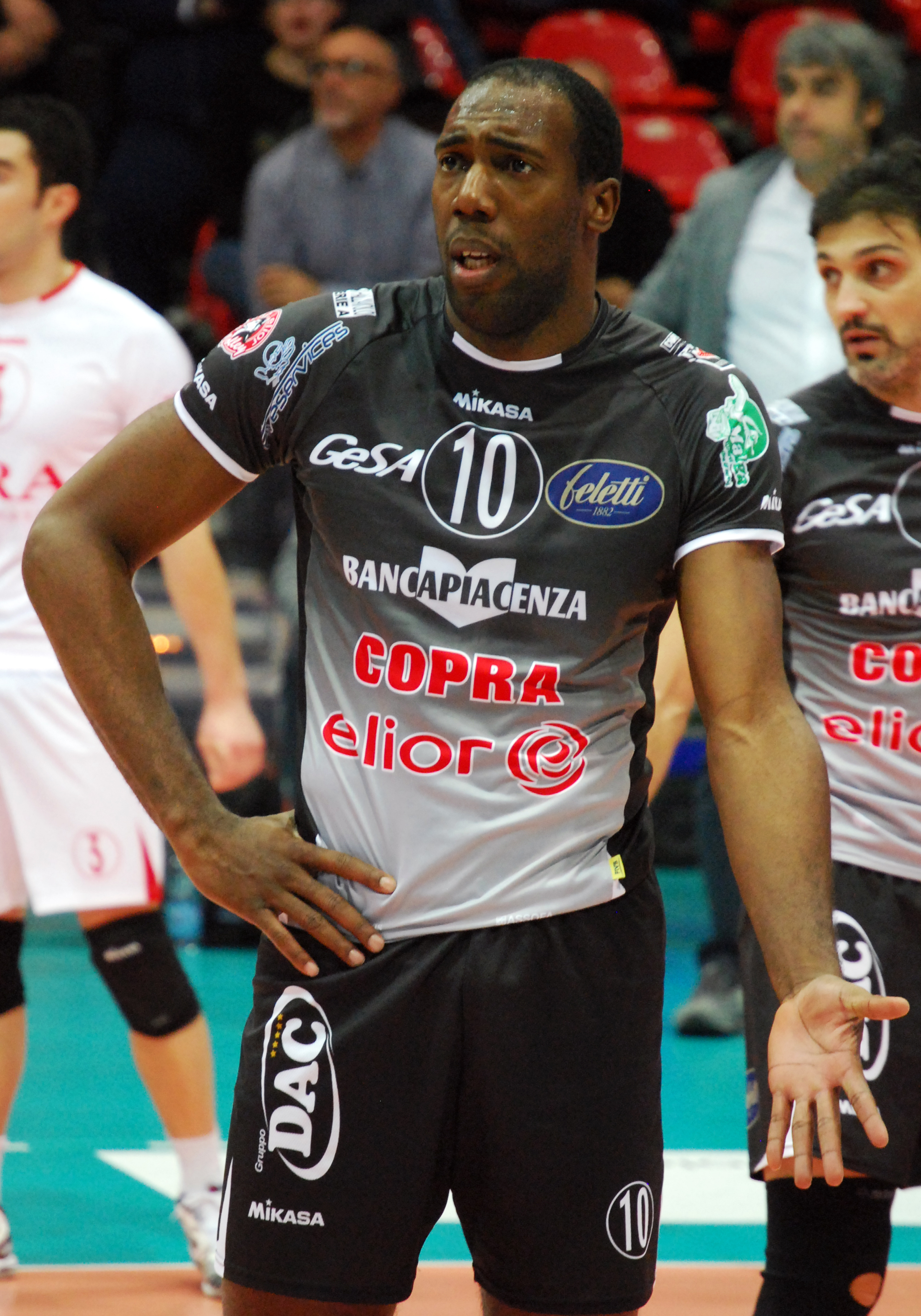
Roberlandy Simón Aties zawodnikiem Copra Elior Piacenza w sezonie 2012/2013

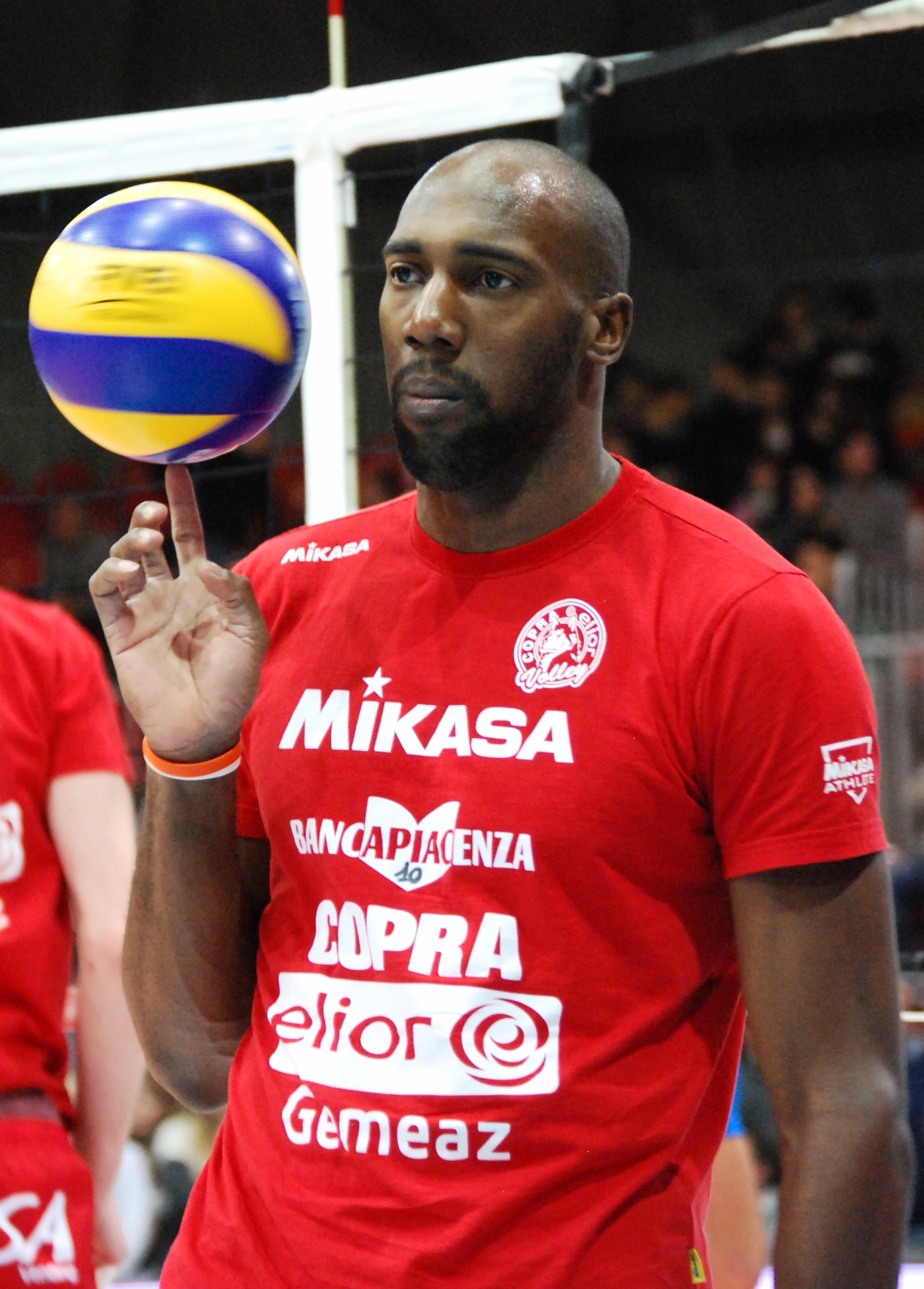
Roberlandy Simón Aties zawodnikiem Copra Elior Piacenza w sezonie 2013/2014

Roberlandy Simón Aties (ur. 11 czerwca 1987) – kubański siatkarz, reprezentant kraju, grający na pozycji środkowego.
Jego siostrą jest Leanny Castañeda Simón.

## Sukcesy klubowe
Mistrzostwo Kuby:
- 2006, 2009, 2010
- 2011

Puchar Challenge:
- 2013

Mistrzostwo Włoch:
- 2019, 2021, 2022[2]
- 2013
- 2023[3]

Puchar Włoch:
- 2014, 2020, 2021, 2023[4]

Klubowe Mistrzostwa Świata:
- 2016, 2019
- 2014, 2018, 2021
- 2017

Mistrzostwo Korei Południowej:
- 2015, 2016

Superpuchar Brazylii:
- 2016, 2017

Klubowe Mistrzostwa Ameryki Południowej:
- 2017, 2018

Mistrzostwo Brazylii:
- 2017, 2018

Puchar Brazylii:
- 2018

Liga Mistrzów:
- 2019

Klubowe Mistrzostwa Azji:
- 2022[5]

## Sukcesy reprezentacyjne
Puchar Ameryki:
- 2008
- 2005, 2007

Liga Światowa:
- 2005

Mistrzostwa Świata Juniorów:
- 2005

Mistrzostwa Ameryki Północnej, Środkowej i Karaibów:
- 2009, 2019
- 2007

Igrzyska Panamerykańskie:
- 2007

Puchar Wielkich Mistrzów:
- 2009

Mistrzostwa Świata:
- 2010

Puchar Panamerykański:
- 2022[6]

## Nagrody indywidualne
- 2007: Najlepszy blokujący Igrzysk Panamerykańskich
- 2007: Najlepszy blokujący i atakujący Pucharu Ameryki
- 2008: Najlepszy punktujący i atakujący Pucharu Ameryki
- 2009: Najlepszy blokujący i atakujący Ligi Światowej
- 2009: Najlepszy blokujący Mistrzostw Ameryki Północnej, Środkowej i Karaibów
- 2009: MVP, najlepszy blokujący i zagrywający Pucharu Wielkich Mistrzów
- 2010: Najlepszy blokujący Mistrzostw Świata
- 2014: Najlepszy środkowy Klubowych Mistrzostw Świata
- 2017: Najlepszy środkowy Klubowych Mistrzostw Ameryki Południowej
- 2017: Najlepszy środkowy Klubowych Mistrzostw Świata
- 2018: MVP Klubowych Mistrzostw Ameryki Południowej
- 2018: Najlepszy środkowy Klubowych Mistrzostw Świata
- 2019: Najlepszy środkowy Klubowych Mistrzostw Świata
- 2021: MVP Pucharu Włoch
- 2021: Najlepszy środkowy Klubowych Mistrzostw Świata